# Doručovací služba čarodějky Kiki
Doručovací služba čarodějky Kiki (japonsky 魔女の宅急便, Madžo no takkjúbin) je japonský dětský animovaný film, který režíroval Hajao Mijazaki v produkci studia Ghibli. Námětem filmu byla stejnojmenná knížka japonské spisovatelky Eiko Kadono. Film měl v Japonsku premiéru 29. července 1989. Příběh vypráví o třináctileté čarodějce Kiki, která se vydává do světa na zkušenou a vyrovnává se s nově nabytou samostatností a nezávislostí.
Neoficiální český název Doručovací služba slečny Kiki se v České republice rozšířil ještě před oficiálním vydáním filmu a vychází z amatérských českých podtitulků. Na DVD film vyšel pod názvem Doručovací služba čarodějky Kiki. Důvodem pro posun oproti zažitému názvu byla snaha vyhnout se označení hlavní postavy, které by mohlo být pro rodinný film zavádějící. Film je známý i pod svým anglickým názvem Kiki's Delivery Service. Madžo no takjubin doslova znamená „čarodějčina dodávková služba“,

## České vydání
Film poprvé na českém DVD vyšel 1. února 2013 v distribuci společnosti Hollywood Classic Entertainment. DVD obsahuje vedle japonské zvukové stopy a českých podtitulků také český dabing vyrobený Českou televizí. Autorem překladu pro dabing i podtitulky byl japanolog Martin Tirala.